# Lorjó Tavares
José Bernardo Camilo Lorjó Tavares (Faro, 21 de Dezembro de 1857 – Colares, 3 de Novembro de 1939), também conhecido por apenas Lorjó Tavares, foi um dramaturgo e publicista português. Ele foi diretor da revista Brasil-Portugal (1899-1914) e colaborador da A illustração portugueza (1884-1890). Faleceu no asilo dos intelectuais e artistas em Colares.

## Obras
- A Moira de Silves (ópera cómica, com música de João Guerreiro da Costa)
- Segredo de Confissão (drama, violentamente anticlerical)
- O Suicida (comédia dramática, 1894)
- Ingleses... (comédia, 1915)
- Divórcio (1933, estreada no S. Carlos)
- A Guerra (inédita e não representada)
- Nonda (comédia trágica, inédita e não representada)
- 1808 (peça histórica, inédita e não representada)
- Alma Algarvia (inédita e não representada)

- Brasil-Portugal (cópia digital)
- Ilustração Portugueza (cópia digital)